# Hammarby sjöstadsverk

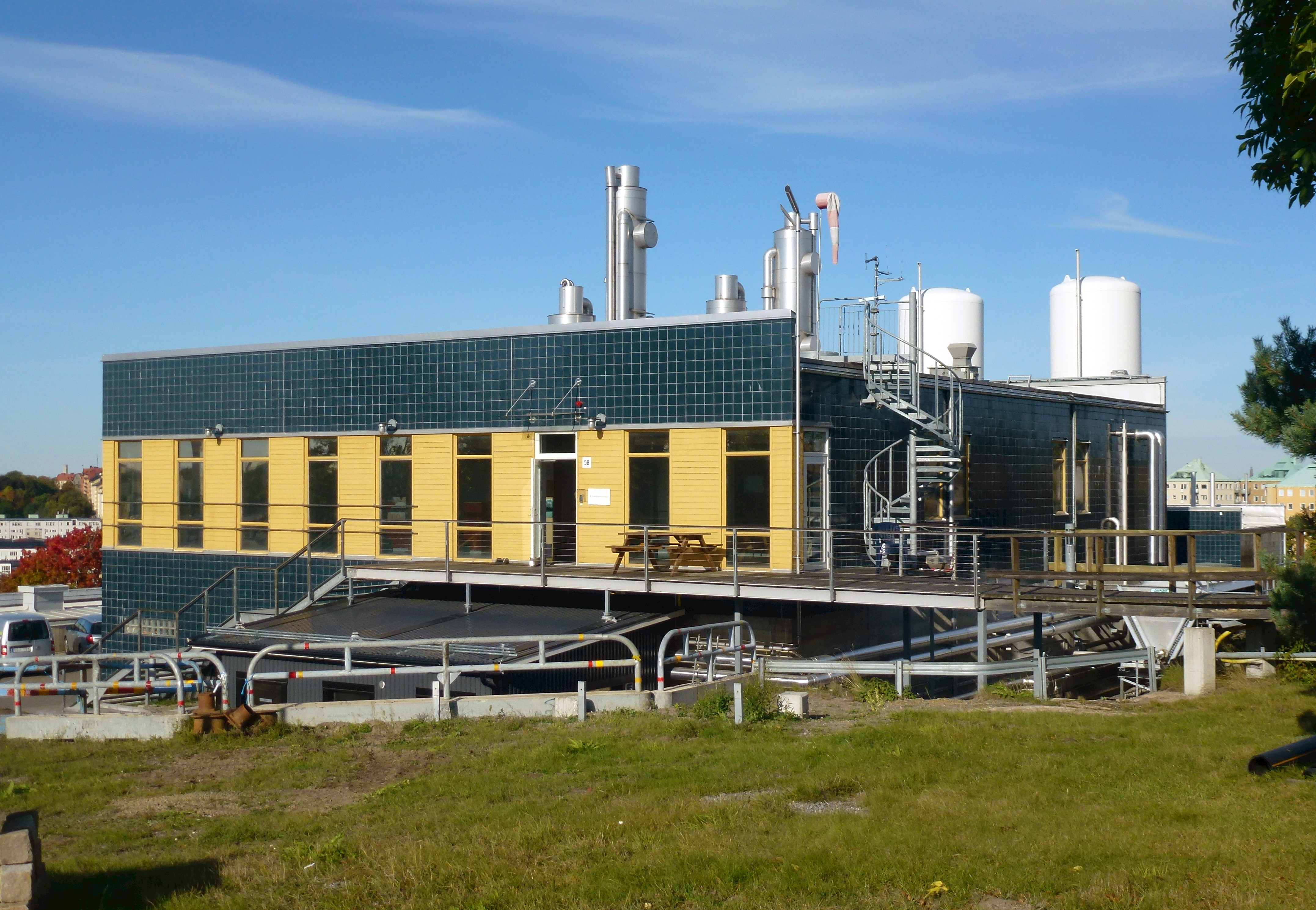
Verk för uppgradering av biogas på Henriksdalsberget.

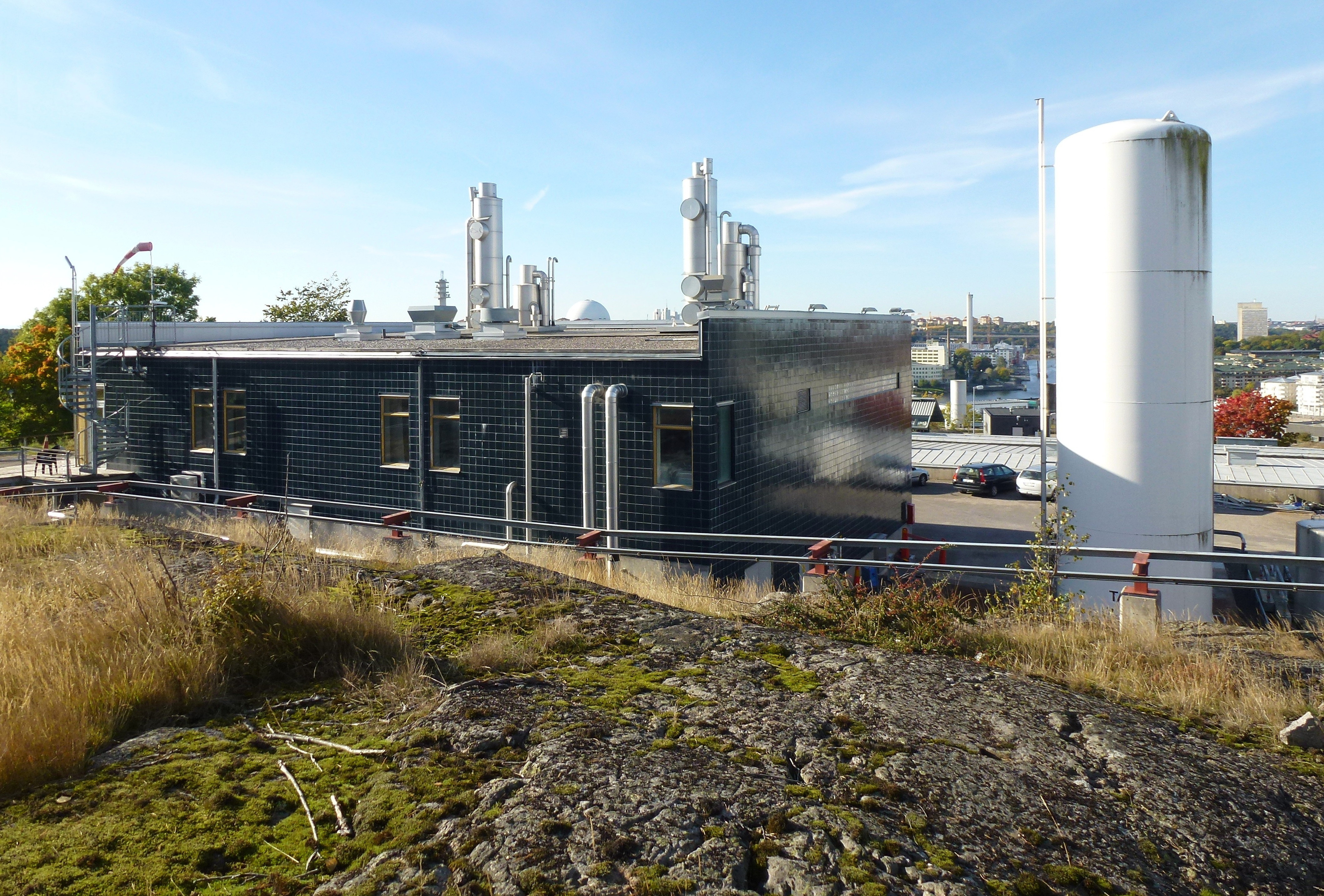
Verk för uppgradering av biogas på Henriksdalsberget.

Hammarby Sjöstadsverk är ett mindre reningsverk som ligger i anslutning till Henriksdals reningsverk. Det byggdes i samband med utbyggnaden av Hammarby sjöstad av Stockholm Vatten och invigdes i oktober 2003. Verket är en test- och forskningsanläggning där man skall kunna utveckla och prova nya och förbättrade reningsmetoder under realistiska förhållanden. 

## Privatisering
Då Stockholm vatten skulle fokusera mer på sin kärnverksamhet efter valet 2006, hotades verket av nedläggning. Detta ledde till protester från industrin och forskare, dessa ledde till att verket i januari 2008 togs över av ett privat konsortium Centrum för Hållbar Utveckling där bland annat KTH, IVL och ITT Water & Wastewater ingår.

## Ledning
För att leda forsknings- och utvecklingsarbetet finns en FoU styrelse:
- Ulf Carlsson, Xylem Water Solutions, Ordförande
- Bengt Andersson, Svenskt Vatten, Vice ordförande
- Lars-Gunnar Reinius, Stockholm Vatten,
- Lars Gunnarsson, SYVAB
- Olle Hammarström, SMTC/SET
- Naturvårdsverket
- Östen Ekengren, IVL
- Vladimir Cvetkovic/Elzbieta Plaza, KTH